# Kaspar Gilgenrainer
Kaspar Gilgenrainer (1970) è un ex sciatore alpino tedesco che gareggiò per la nazionale tedesca occidentale.

## Biografia
Specialista delle prove veloci, Gilgenrainer debuttò in campo internazionale in occasione dei Mondiali juniores di Hemsedal/Sälen 1987 e nella successiva rassegna iridata giovanile, Madonna di Campiglio 1988, vinse la medaglia d'oro nella discesa libera; non prese parte a rassegne olimpiche né ottenne piazzamenti in Coppa del Mondo o ai Campionati mondiali.

## Palmarès

### Mondiali juniores
- 1 medaglia:
  - 1 oro (discesa libera a Madonna di Campiglio 1988)